# Alain Saint-Ogan
Alain Saint-Ogan (Colombes, 7 augustus 1895 – Parijs, 22 juli 1974) was een Franse striptekenaar die vooral bekend is van Zig et Puce.
Deze tekenaar is een van de belangrijkste grondleggers van de Franco-Belgische strip. Saint-Ogan introduceerde de tekstballon in deze strip die al eerder gebruikt werd door Amerikaanse tekenaars. Zijn stripreeks Zig et Puce is de eerste Europese strip volledig met tekstballonnen.

## Biografie
Saint-Ogan was de zoon van een redacteur van een krant. Zijn tekeningen werden voor het eerst in 1913 gepubliceerd in de krant Le Matin. Tijdens de Eerste Wereldoorlog was hij een soldaat in de Balkan. Na die oorlog werd hij journalist en tekenaar.
In 1925 creëerde hij de strip Zig et Puce voor het stripblad Le Dimanche illustré, dat in de jaren 60 overgenomen werd door de Belg Greg. Hij publiceerde ook nog andere stripreeksen zoals Mitou et Toti, Prosper l'Ours, Monsieur Poche en Touitoui.
Hij was ook hoofdredacteur voor het blad Cadet-Revue in de jaren 30. In 1941 werd hij redacteur van het blad Benjamin, waar hij al eerder voor schreef en tekende. Tijdens de Tweede Wereldoorlog zat hij in het verzet waarna hij radiopresentator werd. Ook schreef hij enkele boeken.
Een prijs op het Internationaal stripfestival van Angoulême heette de Alfred, naar de pinguïn een figuur uit de reeks Zig et Puce.
- Bibliothèque nationale de France: cb14025776h (data)
- Gemeinsame Normdatei: 1066500363
- International Standard Name Identifier: 0000 0001 2129 6515
- Library of Congress Control Number: n90668727
- Nationale Bibliotheek van Tsjechië: xx0254206
- Nederlandse Thesaurus van Auteursnamen: 071783849
- RKD-Nederlands Instituut voor Kunstgeschiedenis: 322664
- Istituto Centrale per il Catalogo Unico: CUBV138819
- Système universitaire de documentation: 027118894
- Union List of Artist Names: 500198720
- Virtual International Authority File: 41846182
- WorldCat: E39PBJjCM66xXBFrMfV6YWwpyd